# Arco dei Fileni

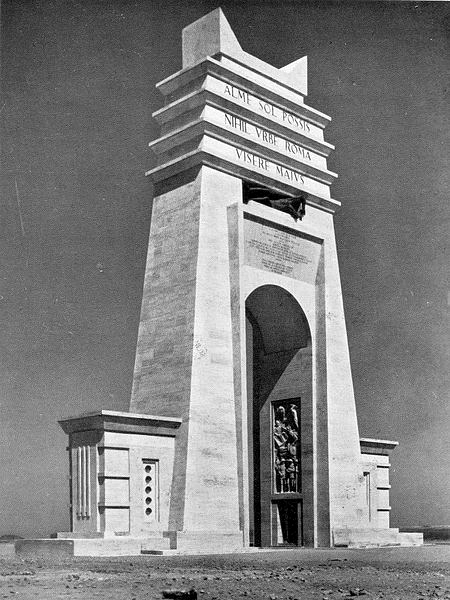
Der Arco dei Fileni im März 1937

Der Arco dei Fileni (italienisch für ‚Bogen der Philaener‘; lateinisch Arae Philaenorum ‚Altäre der Philaener‘; arabisch القوس al-Gaus ‚der Bogen‘) stand im heutigen Libyen über der Küstenstraße Via Balbia und war ein an der antiken Grenze zwischen Tripolitanien und der Cyrenaika von der italienischen Kolonialmacht errichteter Triumphbogen. Er befand sich zwischen den heutigen Orten Ras Lanuf und El Agheila. Das Monument, entstanden auf Wunsch Italo Balbos, 1934 bis 1940 Gouverneur von Italienisch-Libyen, wurde vom Architekten Florestano Di Fausto konzipiert und am 16. März 1937 eröffnet.

## Legende

Grenze nach der Reichsteilung von 395

Der Name sollte an die Philaener (griechisch Φιλαίνοι) erinnern, zwei legendäre karthagischen Brüder, die nach Sallusts De bello Iugurthino an diesem Ort lebendig begraben wurden. Die Philaener hatten sich, so Sallust, zu einem Wettlauf gegen die Griechen aus Kyrene verpflichtet, bei dem die Grenze zwischen den beiden Machtbereichen ermittelt werden sollte. 
Nach einer Vereinbarung zwischen Karthago und Kyrene sollten sich je zwei Einwohner jeder Stadt auf den Weg zur anderen machen, damit jener Ort, an dem sich die beiden Paare treffen, als die neue Grenze definiert werde. Als jedoch die Philaener auf die Kyrenaiker trafen, kam es zu einem Streit. Den Philaenern wurde vorgeworfen, zu früh gestartet zu sein. Um ihre Ehre zu beweisen, waren sie bereit, sich direkt an der neuen Grenze lebendig begraben zu lassen. So geschah es. An das Opfer der Philaener erinnerten der Legende nach je zwei Bögen und Altäre (arae), nach denen der Ort Arae Philaenorum (Arephilenorum) genannt wurde. Allerdings waren diese zu Lebzeiten Strabons nicht (mehr) existent.
Fest steht, dass der Ort über Jahrhunderte die Grenze zwischen den Machtbereichen von Karthago und Kyrene bildete. Nachdem die Römer Karthago erobert hatten, markierten die Arae Philaenorum die Ostgrenze der Provinz Africa. Nach der römischen Reichsteilung von 395 n. Chr. bildete Arephilenorum daher in Nordafrika die Grenze zwischen Westrom und Ostrom.

## Architektur
Der Bogen in der Wüste zeigte die bronzenen Kolosse, die die lebendig begrabenen Philaener darstellten. Auf dem Bogen wurde eine die Größe Roms preisende Inschrift nach Horaz (Carmen saeculare 9) angebracht: ALME SOL POSSIS – NIHIL VRBE ROMA – VISERE MAIVS („O nährende Sonne, mögest du nichts Größeres erblicken als die Stadt Rom!“). König Idris ließ diese Inschrift später auch auf Arabisch anbringen.

## Verbleib
Das Bauwerk wurde 1973 als Sinnbild des italienischen Kolonialismus von der libyschen Revolutionsregierung zerstört. Die Statuen der beiden Brüder befinden sich heute in einem kleinen Museum in Surt, wo auch einige verwahrloste Reliefs unter freiem Himmel lagern.

## Sonstiges
Der Bogen ist auf der Medaille für den italienisch-deutschen Feldzug in Afrika von 1943 abgebildet. Auch erschien er auf einem Lottoschein der Lotterie Tripolis von 1938 bis 1940. In der Nähe des früheren Standorts des Bogens befindet sich ein deutscher Soldatenfriedhof.